# Ambrose O'Brien
John Ambrose O'Brien, kanadski industrialec in hokejski funkcionar, * 27. maj 1885, Renfrew, Ontario, Kanada, † 25. april 1968. 
Bil je med ustanovitelji lige NHA, lastnik moštva Renfrew Millionaires in ustanovni lastnik moštva Montreal Canadiens. O'Briena je finančno podpiral njegov oče, senator Michael J. O'Brien, ki zanj financiral štiri različna moštva, čeprav je bil njun poglavitni namen osvojiti Stanleyjev pokal za Renfrew.
O'Brien se je rodil v kraju Renfrew in se že v mladosti vpletel v hokej na ledu. Kot mladostnik je igral in kmalu postal lastnik dveh TPHL moštev iz Cobalta in Haileyburyja. Vpisal se je na Univerzo Toronto in bil zvezdnik v šolskem moštvu. Leta 1909 je po sporu z ligo ECAHA ustanovil ligo NHA, klub Montreal Canadiens in kupil moštvo Renfrew Creamery Kings. V sezoni 1909/10 so Creamery Kingsi prejeli vzdevek "Millionaires" ("Milijonarji"), ker je O'Brien podpisal pogodbe z nekaterimi zvezdniki tistega časa. Med njimi so bili Cyclone Taylor, Frank in Lester Patrick. Poleg tega je pokupil tudi Newsyja Lalonda, saj je želel osvojiti Stanleyjev pokal za Renfrew. To mu ni uspelo in po dveh sezonah je moštvo razpustil. 
Medtem ko je bil zaradi poslovnih zadev novembra 1909 v Montrealu, so ga vprašali tedanji lastniki Creamery Kingsov, če bi v imenu kluba naslovil prošnjo na ligo CHA glede pridružitve ligi. O'Brien je prošnjo res napisal, a so ga zavrnili. Zunaj hotelske sobe, kjer so potekala srečanja lige CHA, je srečal direktorja moštva Montreal Wanderers Jimmyja Gardnerja. Skupaj sta razvila idejo o ustanovitvi svoje lige skupaj še z O'Brienovima moštvoma Cobaltom in Haileyburyjem. Ligo bi tako sestavljal Cobalt, Haileybury, Renfrew in Montreal Wanderers. Da pa bi pridobila zanimanje frankofonskih prebivalcev Montreala, sta sklenila ustanoviti novo moštvo, imenovano "Les Canadiens", ki bi bilo tekmec Wanderersom. Rodilo se je moštvo Montreal Canadiens, katerega lastnik je bil O'Brien le eno sezono. Po tej sezoni ga je tožil George W. Kendall (Kennedy), lastnik kluba Club athlétique Canadien, ki je trdil, da mu je O'Brien ukradel ime in intelektualno lastnino kluba. Prišlo je do poravnave in 12. novembra 1910 je Kendall kupil moštvo za 7.500 $.
Vzdrževanje NHA moštev je bilo drago in NHA je bila kmalu primorana uvesti omejitev višine plač in najvišjo mezdo. Prav tako se je družina O'Brien zmanjšala svoje sodelovanje. Leta 1910 so v NHA igrala 4 O'Brienova moštva, medtem ko naslednjo sezono le eno - Renfrew Millionaires. Ostala tri moštva je namreč O'Brien prodal. Pred sezono 1911/12 tudi Millionairesov ni bilo več, saj so se njihovi igralci razpršili v ostala NHA moštva. Od tedaj ni bil O'Brien lastnik nobenega hokejskega moštva več. Leta 1962 so ga sprejeli v Hokejski hram slavnih lige NHL. 
Decembra 2006 so ga kot ustanovitelja moštva Montreal Canadiens sprejeli za ustanovnega člana v novo ustvarjeni "Loži graditeljev" v dvorani Bell Centre.
Sprva je bilo določeno, da se srebrni pokal O'Brien Cup, ki ga je ligi NHA podaril njegov oče Michael John O'Brien, podeljuje najboljšemu moštvu lige NHA. Kasneje je pokal posvojila NHL in ga podeljevala prvakom rednega dela sezone. Pokal so naposled upokojili in ga podarili muzeju Hokejskega hrama slavnih lige NHL. Poleg O'Brien Cupa, za katerega vpeljavo si največ zaslug lasti prav O'Brien kot priznani ustanovitelj lige NHA, je pomemben O'Brienov doprinos k stabilizaciji hokeja v burnih 10. letih ter njegov doprinos k začetku profesionalizma v hokeju na ledu, ki je postavil temelje za nastanek lige NHL.